# 自由党 (日本 2016-2019)
自由党（じゆうとう、英語: Liberal Party）は、かつて存在した日本の政党。略称は自由。新聞やメディアでは自由民主党と混同しないよう由と記される場合もある。前身は、「日本未来の党」→「生活の党」→「生活の党と山本太郎となかまたち」。そのうち後者2つもこの記事で取り扱う。
2012年12月、日本未来の党の党名を「生活の党」（英語: People's Life Party）に改称する形で発足した。民主党の小沢グループと鳩山グループ、新党きづな、国民の生活が第一の出身者を中心に結成され、党シンボルマークも「国民の生活が第一」のものを引き継いだものが使用されていた。
後に、2014年12月の第47回衆議院議員総選挙で政党要件を失ったが、12月26日に無所属の参議院議員である山本太郎が入党し、政党要件を回復させるとともに、党名を「生活の党と山本太郎となかまたち」（英語: The People's Life Party & Taro Yamamoto and Friends）に改めた。
2016年10月12日に、「生活の党と山本太郎となかまたち」から「自由党」に政党名を改名する届を総務省に提出した。それに伴いロゴマークや党則も改正した。2019年4月26日、国民民主党に合併、山本太郎も離党し「れいわ新選組」を設立した為、解散した。

## 党史

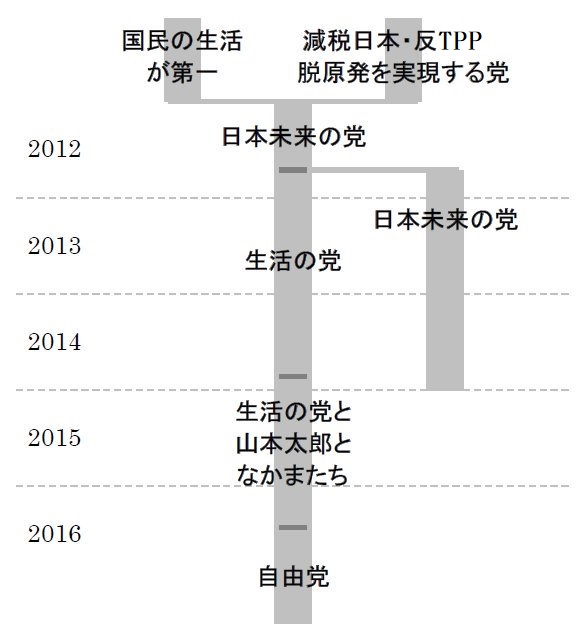
日本未来の党の系譜

### 日本未来の党の分裂と党名変更
小沢一郎は、民主党内において最大派閥を率いていたが、野田内閣の施策への反対や党内の権力闘争などの結果、2012年に自派の議員を引き連れて離党、国民の生活が第一を経て2012年11月28日に設立された日本未来の党に参加する。同党は左派新政党の集合体であったが、12月16日の第46回衆議院議員総選挙で議席を61から9に減らす惨敗を喫する。直後、代表の嘉田由紀子と国会議員の大半を占める小沢系議員との対立が激化した。対立は収まらず12月28日、小沢系とそれ以外とで分党することを決めた「共同宣言」を発表するに至った。日本未来の党は非小沢系議員を離党させた上で党名を「生活の党」に改称し、新代表に森裕子が就任、12月28日に総務省へ届け出た。結党時点で、国会議員15人（衆7、参8）であった。その後、幹事長兼国会対策委員長に鈴木克昌が就いた。嘉田と社民党出身の阿部知子は分党組織として日本未来の党の名称を引き継いた政治団体「日本未来の党」を立ち上げ、国民新党出身の亀井静香は離党した。分裂について、嘉田は「（小沢氏と）水と油のような異質性が力を発揮できると思ったが、結果的にうまくいかなかった」と述べたほか、阿部も「成田離婚だ」と言い表した。小沢らの動きを党を「乗っ取った」と評したメディアもある。
なお、こうした経緯により、政党助成法に基づいて、2013年の政党交付金（8億6500万円）は生活の党が全額受け取った。

### 生活の党時代 (2013-2014)
2013年1月11日、初の両院議員総会を開催。1月25日には結党大会が開かれ、森が代表を辞任。新代表に小沢が選出された。
2013年7月21日に行われた第23回参議院議員通常選挙に代表代行の森ら現職6名を含む11人の候補者を擁立したが、全員落選した。敗因について、小沢は「メディアが生活の党を積極的に取り上げなかったからだ」と語った。国会議員は総勢9人（衆7・参2）となる。選挙を受けた党役員人事を8月2日の両院議員総会で決定し、幹事長の鈴木が代表代行を兼務、参議院議員の谷亮子を副代表兼参議院幹事長などとなった。
2014年12月の第47回衆議院議員総選挙では、自民党に対する批判票が分散することを防ぐために、野党各党が選挙区への立候補を融通しあうなど、一部で選挙協力が行われた。生活の党では、小沢が党所属議員らを集めた会合で「みんなの好きなようにしなさい。生き残れるような道を選びなさい」と発言し、他党から衆院選に立候補することを容認した。小沢自ら民主党代表代行・岡田克也と会談して合意形成したことから、総選挙後の野党再編を睨んだ動きとも見られた。その後小沢の右腕とされていた鈴木克昌と小宮山泰子が離党して民主党へ復党したほか、党員の一部は維新の党へも移籍した。鈴木の後任の代表代行には前職の森が復帰、幹事長職は一時空席とし、小宮山の務めていた選挙対策委員長は小沢が自ら兼任することとなった。
総選挙の結果は、鈴木と小宮山はいずれも当選したものの、生活の党で当選したのは、代表の小沢と、野党統一候補として他党から枠を譲られた玉城デニー（沖縄3区）の2名に留まり、北海道、中国、四国を除く8ブロックに候補者を出した比例区からの当選者はなかった。国会議員は総勢4人（衆2、参2）に留まり、また得票率も2%に満たなかったために、投開票日の12月14日に公職選挙法による政党要件を失った。
12月26日、無所属参議院議員の山本太郎（政治団体新党ひとりひとり代表）が入党し、国会議員が5人となったために政党要件を回復し、名称を「生活の党と山本太郎となかまたち」に改称した。
なお、これに先立つ12月15日には山本の公設秘書はたともこを代表とする別の政治団体「山本太郎となかまたち」（略称：山本太郎）の設立が届出され、名目上は「生活の党」と「山本太郎となかまたち」が合流してできた新党という形をとる。はたは「生活の党と山本太郎となかまたち」の設立が報道された後の27日に、2016年の参議院選挙には「山本太郎となかまたち」が比例候補を擁立すると表明していた。

### 生活の党と山本太郎となかまたち時代 (2014-2016)

生活の党と山本太郎となかまたち時代のロゴマーク

2015年1月27日に記者会見を行い、小沢一郎と山本太郎の2名が共同代表に就任すると発表した。法律では届け出る政党の名称や略称に代表者の氏名を類推させる表現の使用を禁じているが、総務省の届け出上は政党の代表者は小沢のみであるため、山本が共同代表を務める政党の名前に山本太郎が入っていても問題はない。国政選挙の比例では「山本太郎」という記載が有効票になる見込み。副代表には主浜了、谷亮子の2名が選任され、政策審議会長を山本が、選挙対策委員長を小沢が、幹事長と国会対策委員長を玉城が兼任することとなった。
2016年2月2日、国会内で両院議員総会を開き、1月末で代表任期満了となった小沢の無投票再選を決定した。山本との共同代表制は継続された。
2015年8月の平和安全法制審議以降、左派系野党による国会活動の協力（野党共闘、民共共闘）がすすめられ、生活の党と山本太郎となかまたちも一角として加わる。2016年2月19日、民主党・維新の党・日本共産党・社会民主党との5党（民主・維新両党の合併によって2016年3月に誕生した民進党の結党後は4党）で平和安全法制の廃止や国政選挙での協力などを合意した。以降、8月までに大規模な選挙（2016年4月補選・参院選・東京都知事選）が連続して行われ、いずれも共産、社民、民進の各党との連携下による共闘が行われた。
7月10日実施の第24回参議院議員通常選挙では、野党4党間で参議院一人区の候補者調整が行われ、生活の党と山本太郎となかまたち籍を持つ森と木戸口英司がそれぞれ新潟選挙区と岩手選挙区から統一候補として無所属で出馬した。一方、社民党とともに検討していた参議院比例区の統一名簿構想（「オリーブの木」構想）は民進党側が「時間的・物理的に困難」という理由で断ったため頓挫し、結局比例区には生活の党と山本太郎となかまたち単独で5名の公認候補者を擁立した。結果、選挙区では森と木戸口がともに勝利、比例区では滑り込みで1議席を獲得（青木愛）し、木戸口が正式に入党したことにより所属国会議員6人（衆2・参4）となり、政党要件を維持した。7月26日には社民党との参議院統一会派「希望の会（生活・社民）」の結成を参議院事務局に届け出た（生活の党と山本太郎となかまたち3人、社民党2人、森は会派入りせず）。
10月2日、小沢は記者会見で次の衆議院選挙に向けて党名や組織体制を見直し、「抜本的に党自体をリニューアルして再スタートする」旨を発表した。

### 自由党 (2016-2019)
10月12日、記者会見で政党名を「生活の党と山本太郎となかまたち」から「自由党」に変更することを発表。今後の党の方針について、「野党の中で、保守の支援を得られる政党がなかなか見当たらない。保守の票を獲得しなければ政権をとれないので、ウイングを保守層にも広げていきたい」と語っており、保守票の獲得を目標とした。「非自民・反共産」の新勢力を作る構想があったと報道されている。
一方、山本は自由党に籍を置いたままで自身の政治団体「山本太郎となかまたち」から次期衆院選では比例東京ブロックに候補を擁立する構えであった。この処置について小沢は「山本氏のファンの票を（自由党票と）別に獲得するための措置」と語っている。
なお、「自由党」はかつて新進党消滅後の1998年から民由合併（2003年）まで、小沢が党首を務めていた党名である。報道によるとこの党名変更により保守系の民進党支持者の間でも「自由党になったから、小沢さんを支持する」と言った動きが出てきたという。なお、党名変更の際にイメージカラーをそれまでの緑から青に変更している。
10月23日実施の衆院補選（東京10区・福岡6区）でも4党の枠組みで臨んだが、いずれも与党系候補（福岡6区は無所属候補の鳩山二郎が当選後に自民党の追加公認を受ける）が当選した。その後森が復党し、所属国会議員は6人となった。
第48回衆議院議員総選挙（2017年10月22日投開票）では、自公連立政権に対抗する野党勢力の結集を目的に民進党や希望の党と会談し、野党結集のため公認候補は出さず、自由党所属の候補者は4人が希望の党、3人が立憲民主党に移籍し、現職の小沢と玉城、新人の鈴木麻里子（京都5区）の3人が党籍を残したまま無所属で立候補。山本も自身の政治団体からは候補者を擁立しなかった。結果は党籍を残したまま無所属で立候補した現職の小沢と玉城が当選し、第195回特別国会の段階で党所属議員が6名となったため、政党要件を維持することとなった。
2018年8月、沖縄県知事であった翁長雄志が死去し、これに伴う沖縄県知事選挙が9月30日投開票で行われることとなったが、翁長を支持した「オール沖縄」陣営が、翁長の後継者として玉城デニーを推す動きが起き、玉城もオール沖縄側の要請を受け入れて立候補を表明。9月13日の公示に伴い玉城は同選挙に立候補を届け出たため、衆議院議員を退職（自動失職）した。これにより、衆議院での同党の会派「自由党」は所属議員2人以上とされる会派要件を失い、この時点で同党所属として唯一衆議院で議席を得ている小沢は（会派として）一時的に無所属となった。9月20日には前年衆院選の際に立憲民主党に移籍し当選していた日吉雄太が自由党会派を復活させるためとして立憲民主党に離党届を提出し、その後10月18日に離党届が受理され、同日に日吉は自由党に入党。衆議院会派「自由党」が再び結成された。10月23日に玉城の後任人事として党幹事長に森、国会対策委員長に日吉が就いた。
10月、フランスの「人民共和連合」党首と国際情勢に纏わる意見交換が行われた。
2019年1月22日、代表の小沢が国民民主党代表の玉木雄一郎と会談し、両党を合流させる方針であると報じられた。同月24日、玉木・小沢両代表が会談し衆参両院での国民との統一会派結成について合意し、同日国民側の両院議員総会でも了承されたことから統一会派を結成した。
同年の第19回統一地方選挙に向けては、4月7日投開票の2019年北海道知事選挙では、立憲民主党・国民民主党・共産党・社民党と共に元衆議院議員でかつて小沢の秘書を務めていた石川知裕を推薦したが、自民党・公明党・新党大地が推薦した元夕張市長の鈴木直道に敗れた。また、4月10日には党共同代表の山本太郎が統一選後の4月下旬に自由党を離党する意向を表明し、同時に政治団体「れいわ新選組」の設立を発表した。また、4月21日投開票の衆議院議員沖縄3区補欠選挙に同区支部長の屋良朝博が無所属で出馬し当選を果たした。

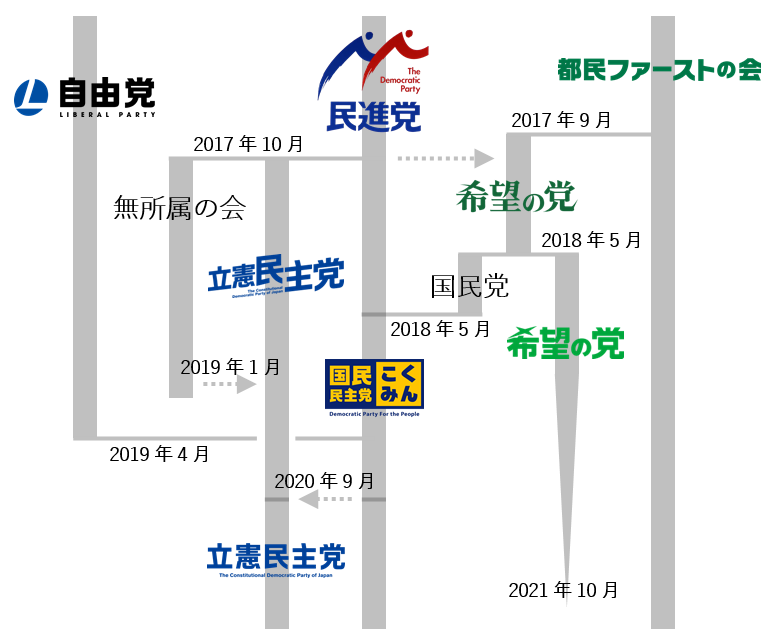
系譜

国民民主党との合併を巡っては、自由党は4月8日に小沢代表に対応を一任することを決定。国民民主党は4月26日未明に両院議員総会を開き、賛成多数で自由党との合併を了承した。同日、合併手続きを行い、山本太郎を除く6人の自由党衆参両院議員は国民民主党に入党し、自由党は総務省に解散を届け出た。5月19日には自由党岩手県連も総務会を行い、県連の解散と国民民主党岩手県連への合流方針を合意した。かつて民主党から分裂した国民の生活が第一の系譜を継ぐ政党が、民主党の法的な後継政党である国民民主党に事実上復帰する形となった。
解党後の9月には自由党が受け取った約9億6000万円の政党交付金が東京都内の政治団体「国民生活会議」に寄付されていたことが判明している。この政治団体は小沢に近い元参院議員が代表を務める、小沢の政治塾開催に関わった政治団体と同じビルの同室に入居しているが、小沢事務所側は「小沢氏とは関係のない政治団体」と述べている。また、2020年に国民民主党の一部メンバーが合流して新・立憲民主党が結党された際には、自由党出身者は全員がそちらに移行している。

## 政策
- 「日本国憲法の四大原則は、現在においても守るべき普遍的価値であり、引き続き堅持すべき」としつつも「時代にあった憲法」にするために「憲法の規定を一部見直し、足らざるを補う」ことを表明している。党としては「加憲」の立場[75]。国連の平和維持活動に自衛隊が参加する根拠を憲法に規定することなどを掲げた[76]。
- 原発の再稼働・新規増設は一切容認せず、2022年までに原発を全廃する。
- 深刻なデフレ下では消費税の増税をしない。内需拡大と完全雇用を目標とし、財政出動を継続的に行う。
  - 財政出動において、相当部分を地方の裁量に任せる。
  - デフレ解消のために、日銀による金融緩和を行う。
  - 中小企業支援のために融資支援制度の拡充、税制措置、行きすぎた規制緩和の見直しを行う。
- 中央官庁の権限を地方に移管する。
- 自由貿易のために自由貿易協定（FTA）や経済連携協定（EPA）を積極的推進するが、環太平洋パートナーシップ協定（TPP）には反対。
- 終身雇用。ワークシェアリングの導入と普及。
- 2013年には他党と共同して「過労死等防止基本法案」を衆議院に提出。「過労死や過労自死の防止対策を総合的に推進すること」を目指す。
- 中学卒業まで子ども一人当たり年間31万2000円の手当を支給。高校無償化は堅持。
- 最低保障年金のあり方を含め、生活をしっかり支えるベーシックインカム制度の導入を進める。
- 中国、韓国をはじめとするアジア諸国との信頼関係の構築、連携を強化する。また、アジアの平和維持のため、日本が調整役を果たす。
- 日本の安全保障の根幹は日米同盟であり、日米両国の相互信頼関係を築き、対等な真の日米関係を確立する。
- 国連憲章や日本国憲法前文の精神に則った安全保障基本法を制定し、国連平和維持活動への参加を進める。
- 日本への武力攻撃、大規模災害、テロに備えて、内閣に国家非常事態対処会議を設ける。
- 集団的自衛権については、日本への直接攻撃、および周辺事態法における日本の安全が脅かされる場合にのみ、米国と共同で対処するものとする。自民党の憲法解釈の変更には反対する[77]。ただし、2013年時点では集団的自衛権について、憲法解釈を変更して認める方針を明記していた[76]。

出典：

## 役職

### 役員
| 代表・選挙対策委員長                                               | 小沢一郎   |
| 代表・政策審議会長・参議院政策審議会長                             | 山本太郎   |
| 副代表・政策審議会長代理・参議院幹事長                             | 青木愛     |
| 幹事長・参議院会長                                                 | 森裕子     |
| 国会対策委員長・代議士会長・政策審議会長代理                       | 日吉雄太   |
| 幹事長代理・政策審議会長代理・両院議員総会長・参議院国会対策委員長 | 木戸口英司 |
| 財務委員長                                                         | 平野貞夫   |
| 事務総長                                                           | 川島智太郎 |

（2018年10月23日現在）

### 歴代代表一覧
生活の党へ党名変更前の役員・歴代代表については日本未来の党#役職を参照。
| 生活の党代表                       | 生活の党代表 | 生活の党代表 | 生活の党代表                    | 生活の党代表                                  |
| 代                                 | 代表         | 代表         | 在任期間                        | 備考                                          |
| ---------------------------------- | ------------ | ------------ | ------------------------------- | --------------------------------------------- |
| 1                                  |              | 森裕子       | 2012年12月27日 - 2013年1月25日  |                                               |
| 2                                  |              | 小沢一郎     | 2013年1月25日 - 2014年12月26日  |                                               |
| 生活の党と山本太郎となかまたち代表 |              |              |                                 |                                               |
| 代                                 | 代表         | 代表         | 在任期間                        | 備考                                          |
| 1                                  |              | 小沢一郎     | 2014年12月26日 - 2016年10月12日 | 2015年1月27日から山本太郎が共同代表を務める。 |
| 自由党代表                         |              |              |                                 |                                               |
| 代                                 | 代表         | 代表         | 在任期間                        | 備考                                          |
| 1                                  |              | 小沢一郎     | 2016年10月12日 - 2019年4月26日  | 山本太郎が共同代表を務める。                  |

### 歴代の役員表
| 代表              | 代表代行 | 副代表        | 幹事長     | 幹事長代理               | 政策審議 会長 | 国会対策 委員長 | 選挙対策 委員長 | 両院議員 会長 | 参議院会長 | 就任年月   |
| ----------------- | -------- | ------------- | ---------- | ------------------------ | ------------- | --------------- | --------------- | ------------- | ---------- | ---------- |
| 森裕子            |          |               | 鈴木克昌   |                          |               |                 |                 | 広野允士      |            | 2012年12月 |
| 小沢一郎          | 森裕子   | 広野允士      | 鈴木克昌   | 玉城デニー               | 森裕子        | 小宮山泰子      | 谷亮子          | 広野允士      | 2013年1月  |            |
| 小沢一郎          | 鈴木克昌 | 主濱了 谷亮子 | 鈴木克昌   | 青木愛 玉城デニー 畑浩治 | 畑浩治        | 小宮山泰子      | 小宮山泰子      | 主濱了        | 主濱了     | 2013年8月  |
| 小沢一郎          | 森裕子   | 主濱了 谷亮子 | （空席）   | 青木愛 玉城デニー 畑浩治 | 畑浩治        | (空席）         | 小沢一郎        | 主濱了        | 主濱了     | 2014年11月 |
| 小沢一郎 山本太郎 | （空席） | 主濱了 谷亮子 | 玉城デニー | （空席）                 | 山本太郎      | 玉城デニー      | 小沢一郎        | 主濱了        | 主濱了     | 2015年1月  |
| 小沢一郎 山本太郎 | （空席） | 青木愛        | 玉城デニー | （空席）                 | 山本太郎      | 玉城デニー      | 小沢一郎        | 木戸口英司    | 青木愛     | 2016年8月  |
| 小沢一郎 山本太郎 | （空席） | 青木愛        | 玉城デニー | （空席）                 | 山本太郎      | 玉城デニー      | 小沢一郎        | 木戸口英司    | 森裕子     | 2016年11月 |
| 小沢一郎 山本太郎 | （空席） | 青木愛        | 玉城デニー | 森裕子                   | 山本太郎      | 玉城デニー      | 小沢一郎        | 木戸口英司    | 森裕子     | 2017年11月 |
| 小沢一郎 山本太郎 | （空席） | 青木愛        | 森裕子     | 木戸口英司               | 山本太郎      | 日吉雄太        | 小沢一郎        | 木戸口英司    | 森裕子     | 2018年10月 |

## 党勢

### 衆議院
| 選挙         | 当選/候補者 | 定数 | 得票数（得票率）     | 得票数（得票率）   | 備考                                                                        |
| 選挙         | 当選/候補者 | 定数 | 選挙区               | 比例代表           | 備考                                                                        |
| ------------ | ----------- | ---- | -------------------- | ------------------ | --------------------------------------------------------------------------- |
| （結党時）   | 7/-         | 480  |                      |                    | 離党-2                                                                      |
| 第47回総選挙 | 2/20        | 475  | 514,575（0.97%）     | 1,028,721（1.93%） |                                                                             |
| 第48回総選挙 | （※2/3）    | 465  | （233,210（0.42%）） | -                  | ※党籍を持つ無所属候補、議員辞職-1、入党+1、党籍を持つ無所属候補の補選当選+1 |

### 参議院
| 選挙           | 当選/候補者 | 非改選 | 定数 | 得票数（得票率）      | 得票数（得票率）   | 備考                  |
| 選挙           | 当選/候補者 | 非改選 | 定数 | 選挙区                | 比例代表           | 備考                  |
| -------------- | ----------- | ------ | ---- | --------------------- | ------------------ | --------------------- |
| （結党時）     | 8/-         | -      | 242  |                       |                    |                       |
| 第23回通常選挙 | 0/11        | 2      | 242  | 618,355（1.17%）      | 943,836（1.77%）   | 入党+1                |
| 第24回通常選挙 | 1（+2※）/5  | 1      | 242  | -（888,984（1.58%）） | 1,067,300（1.91%） | ※党籍を持つ無所属候補 |

歴代の所属国会議員一覧
| 氏名       | 経歴 |
| ---------- | --- |
| 青木愛     | 結党時メンバー（衆院）。2014年総選挙落選。2016年参院選当選。                                                         |
| 小沢一郎   | 結党時メンバー（衆院）。2013年第2代代表。2014年・2017年総選挙総選挙再選。                                            |
| 小宮山泰子 | 結党時メンバー（衆院）。2014年総選挙時に民主党、2016年民進党へ移籍を経て、2017年総選挙時に希望の党へ移籍し当選。     |
| 佐藤公治   | 結党時メンバー（参院）。2013年参院選落選。2017年総選挙時に希望の党へ移籍し当選。                                     |
| 主濱了     | 結党時メンバー（参院）。                                                                                             |
| 鈴木克昌   | 結党時メンバー（衆院）。2014年総選挙時に民主党移籍を経て、2016年民進党へ移籍。2018年に復党。                         |
| 谷亮子     | 結党時メンバー（参院）。                                                                                             |
| 玉城デニー | 結党時メンバー（衆院）。2014年・2017年総選挙再選。2018年沖縄県知事選立候補に伴い自動失職。                           |
| 畑浩治     | 結党時メンバー（衆院）。2014年総選挙落選。2016年民進党移籍を経て、2017年総選挙時に希望の党へ移籍。                   |
| はたともこ | 結党時メンバー（参院）。2013年参院選落選。                                                                           |
| 広野允士   | 結党時メンバー（参院）。2013年参院選落選。                                                                           |
| 平山幸司   | 結党時メンバー（参院）。2013年参院選落選。                                                                           |
| 藤原良信   | 結党時メンバー（参院）。2013年参院選落選。                                                                           |
| 村上史好   | 結党時メンバー（衆院）。2014年総選挙落選。2017年総選挙時に立憲民主党へ移籍し当選。                                   |
| 森裕子     | 結党時メンバー（参院）。初代代表。2013年辞任。2013年参院選落選。2014年総選挙落選。2016年参院選当選（無所属）、復党。 |
| 山本太郎   | 2014年12月26日合流。2015年共同代表。                                                                                 |
| 木戸口英司 | 2016年参院選当選（無所属）、入党。                                                                                   |
| 日吉雄太   | 2017年総選挙時に立憲民主党へ移籍し初当選。2018年10月入党（復党）。                                                   |
| 屋良朝博   | 2019年4月、玉城の失職に伴う沖縄3区補欠選挙に当選（無所属）。                                                         |